# Vinted
Vinted – serwis ogłoszeniowy, internetowa platforma handlowa przeznaczona do sprzedaży i wymiany używanej odzieży przez osoby prywatne.

## Charakterystyka
Usługę w 2008 roku stworzyli Litwini: Milda Mitkute i Justas Janauskas. Strona internetowa i aplikacja mobilna Vinted umożliwia osobom prywatnym sprzedaż i wymianę używanej odzieży, której już nie noszą. Serwis pobiera prowizję od kupującego w momencie opłacenia zakupu. Obecnie w Polsce jest to 2,90 zł plus 5% wartości kupowanej rzeczy.  Również pod tym warunkiem należność za zamówienie trafia do sprzedającego (przy korzystaniu z wewnętrznego systemu transakcyjnego – tzw. portfela). Możliwe jest również opłacenie zakupu przez zewnętrzne konto bankowe. Pobierane są także opłaty za lepszą ekspozycję, oraz za ubezpieczenie sprzedaży lub kupna. Najwyższa prowizja w polskiej wersji Vinted nie przekracza 15 złotych. Samo dodanie ogłoszenia jest bezpłatne. Obecny model usługi powstał po kilku latach jej działania, w oparciu o konsultacje z trzystoma najaktywniejszymi wówczas użytkownikami Vinted. Na koniec listopada 2019 roku z usługi korzystało 25 milionów użytkowników. W polskiej wersji serwisu najbardziej popularne są ubrania kosztujące pomiędzy 50 a 100 złotych. Vinted dostępne jest w dwudziestu krajach, w: Stanach Zjednoczonych, Wielkiej Brytanii, Francji, Niemczech, Austrii, Litwie, Polsce, Czechach, Szwecji, Węgrzech, Słowacji, Kanadzie, Holandii, Belgii, Luksemburgu, Hiszpanii, Portugalii, Danii, Rumunii i we Włoszech. Pierwszym państwem po rodzimej Litwie, w którym uruchomiono serwis były Niemcy, drugim – Czechy, trzecim – USA. Sukces przedsięwzięcia skłonił kilka dużych firm e-commerce, dotychczas oferujących jedynie nowe produkty, do inwestycji w obrót odzieżą używaną. Dział „pre-owned” prowadzi od niedawna również największy internetowy sklep odzieżowy – niemieckie Zalando. Choć Vinted było dostępne od początku również jako strona internetowa, to od 2012 roku firma odnotowuje, że zdecydowana większość użytkowników korzysta z serwisu przez aplikacje mobilną. W 2019 roku Vinted stał się pierwszym litewskim jednorożcem – został wyceniony przez inwestorów na miliard dolarów. Zebrał wówczas od nich ponad 140 milionów dolarów (od funduszy Lightspeed Venture Partners, Sprints Capital, Insight Venture Partners, Accel i Burda Principal Investments), na kolejne inwestycje na rynku europejskim. Jest drugim (po estońskiej aplikacji transportowej – Bolt), startupem, pochodzącym z kraju nadbałtyckiego z miliardową wyceną. Główna siedziba Vinted znajduje się w Wilnie, spółka ma również biura w Berlinie, Pradze i w Warszawie. Zatrudnia ponad 400 osób.

## Działalność społeczna
W pierwszej połowie 2020 roku Vinted przekazało milion euro na badania naukowe mające na celu walkę z pandemią COVID-19.

## Kary i naruszenia
2 lipca 2024 Państwowy Inspektorat Ochrony Danych (litewski organ nadzorujący przestrzeganie przepisów RODO) nałożył ponad 2,3 mln euro na spółkę Vinted UAB. Postępowanie zostało wszczęte na skutek skarg polskich użytkowników Vinted, które za pośrednictwem UODO zostały przekazane stronie litewskiej.
Polscy użytkownicy serwisu wskazywali, że chociaż rejestracja w serwisie jest prosta, to już wypłacenie środków zgromadzonych za sprzedane tam rzeczy jest skomplikowane i wymaga podania wielu danych osobowych. Firma wymagała m.in. przesłania skanu dowodu osobistego. Jeżeli użytkownik nie przekazał tych danych, to środki zgromadzone przez niego ze sprzedaży ubrań były blokowane i ich wypłata była niemożliwa. Spółka Vinted informowała osoby, które wnioskowały o usunięcie ich danych, że nie podejmie w ich sprawie żadnych działań, gdyż we wniesionych przez nich żądaniach brak było wskazania „konkretnych podstaw” zgodnie z treścią art. 17 RODO. Państwowy Inspektorat Ochrony Danych ustalił również, że spółka w odpowiedzi na wnioski skarżących nie podawała wszystkich celów, dla których dane skarżącego w określonym zakresie nadal miały być przetwarzane.